# Edward Banks (Politiker, 1795)
Edward Banks (* 28. Februar 1795 in Hamburg; † 17. Dezember 1851 in Veytaux) war ein deutscher Diplomat und Hamburger Politiker.

## Leben
Banks stammte aus einer seit etwa 1660 in Hamburg ansässigen englischen Familie. Schon als Schüler nahm er von 1813 bis 1815 in der Hanseatischen Legion an den Befreiungskriegen teil. Anschließend studierte er Rechts- und Staatswissenschaften in Göttingen, Berlin und Jena. In Jena wurde er 1819 zum Dr. iur. promoviert. Er wurde am 8. Oktober 1819 in Hamburg als Advokat immatrikuliert. 1821 wurde er Amts- und Gerichtsaktuar in Ritzebüttel. Zum 1. Mai 1826 trat Banks eine neue Stellung als Senatssekretär in Hamburg an.
Am 17. Februar 1837 wurde er dort zum Senatssyndikus gewählt und vertrat Hamburg daraufhin auch diplomatisch im Ausland. Nach dem Tod von Karl Sieveking übernahm Banks 1847 die Leitung der auswärtigen Angelegenheiten Hamburgs. Er wurde 1847 auch Bundestagsgesandter der Freien Städte. Nach der Revolution von 1848 wurde er vom Bundestag als Gesandter nach London geschickt und wurde Reichs-Gesandter. Als Gesandter war er auch in Kopenhagen tätig sowie im Vorparlament in Frankfurt am Main, im Fürstenkollegium in Berlin, im Erfurter Parlament und bei den Dresdner Konferenzen. Nachdem die Bundesversammlung wieder hergestellt worden war, nahm er seinen Sitz wieder ein. Er starb während eines Kuraufenthalts in der Schweiz. Er war verheiratet mit Beata Cecilia (1799–1869), einer Tochter von Johann Heinrich Bartels. Sein Sohn war Edward Banks.
1842 wurde ihm zu Ehren die Banksstraße benannt, für seine Verdienste um die Erschließung des Hammerbrooks.